# Arlene Klasky
Arlene Phyllis Klasky, född 26 maj 1949 i Omaha i Nebraska, är en amerikansk animatör, grafisk designer, producent och medgrundare av animationsstudion Klasky Csupo tillsammans med ex-maken Gábor Csupó. Tillsammans med ex-maken, samt även Paul Germain, är hon allra mest känd för att vara skaparen bakom TV-serien Rugrats som sändes på Nickelodeon mellan åren 1991 och 2004. Trion är även skaparna av TV-seriens reboot som hade premiär under 2021.